# Robert Moffat

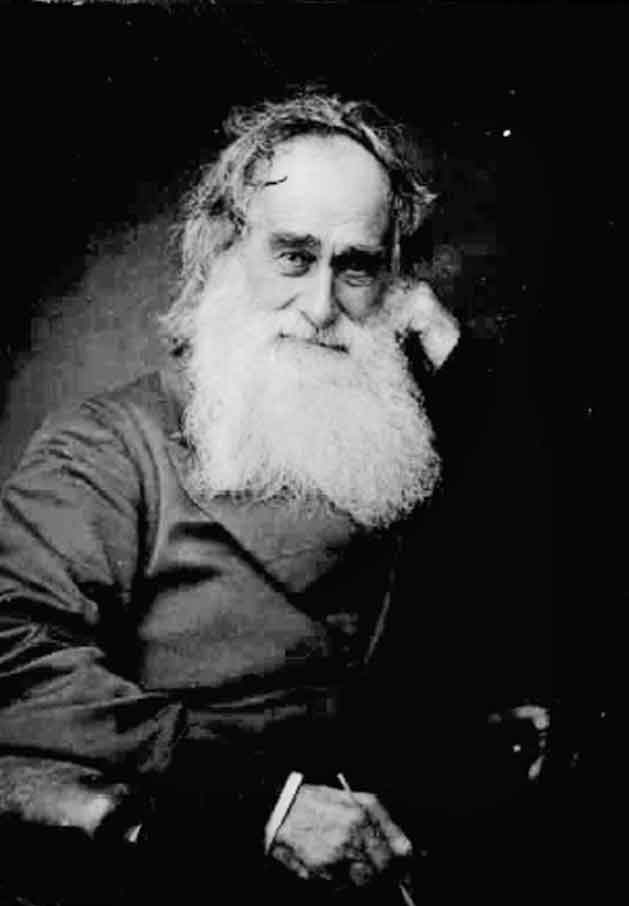
Robert Moffat

Robert Moffat (* 21. Dezember 1795 in Ormiston, East Lothian (Haddingtonshire), Schottland; † 8. August 1883 in Leigh, Kent, England) war ein schottischer evangelischer Missionar und Bibelübersetzer in Südafrika.

## Leben
Moffat war ein Sohn von Robert und Ann Gardener. Nach einer Ausbildung zum Gärtner in England wurde er um 1813 bei einer methodistischen Versammlung erweckt, und er schloss sich 1816 der kongregationalistischen London Missionary Society an, die ihn 1818 zuerst ins Namaqualand in Südwestafrika entsandte. Dort schloss er Freundschaft mit dem ehemaligen einheimischen Rebellenführer Jager Afrikaner, der Christ geworden war, und begleitete ihn zu einem Geständnis bei der südafrikanischen Polizei. 1819 ging er zurück nach Kapstadt, wo er Mary Smith (1795–1870), die Tochter eines ehemaligen Arbeitgebers in England, heiratete. Sie hatten zusammen 10 Kinder.
Ab 1820 baute Moffat die Station Kuruman zum wichtigsten Missionszentrum im südlichen Afrika während des 19. Jahrhunderts aus. Hier lernte er die lokale afrikanische Sprache Setswana und übersetzte als erster die Bibel in diese Sprache, anschließend wurde sie 1857 in Kuruman und 1842 und 1872 in London gedruckt. Bereits 1830 war das Lukasevangelium fertig übersetzt, 1840 das Neue Testament und 1857 wurde das Alte Testament fertiggestellt. Bis 1840 übersetzte er auch John Bunyans Pilgerreise in die Setswana-Sprache. Um die Bibel auch lesen und verstehen zu können, erlernten erste Konvertiten das Lesen und Schreiben, und Kuruman wurde so zu einem Bildungszentrum. Schon 1829 wurden erste Afrikaner getauft, die den christlichen Glauben angenommen hatten, und 1834 bestand die einheimische Kirche aus 350 Personen.
Moffat pflegte auch gute Beziehungen zum Ndebele-König Mzilikazi und besuchte ihn mehrmals.
Nur 1839 reiste die Familie für einen Heimaturlaub nach England. Seine Tochter Mary heiratete in Kuruman am 2. Januar 1845 David Livingstone, der zusammen mit in London gedruckten Bibeln angekommen war.
1870 kehrte Moffat nach Großbritannien zurück, wo er sich als Lobbyist der Mission in Übersee betätigte.

## Schriften
- A life’s labours in South Africa. The story of the life-work of Robert Moffat, apostle to the Bechuana tribes. John Snow, London 1871.
- Missionary labours and scenes in Southern Africa 1842 Digitalisat